# Neuro-endocriene tumor

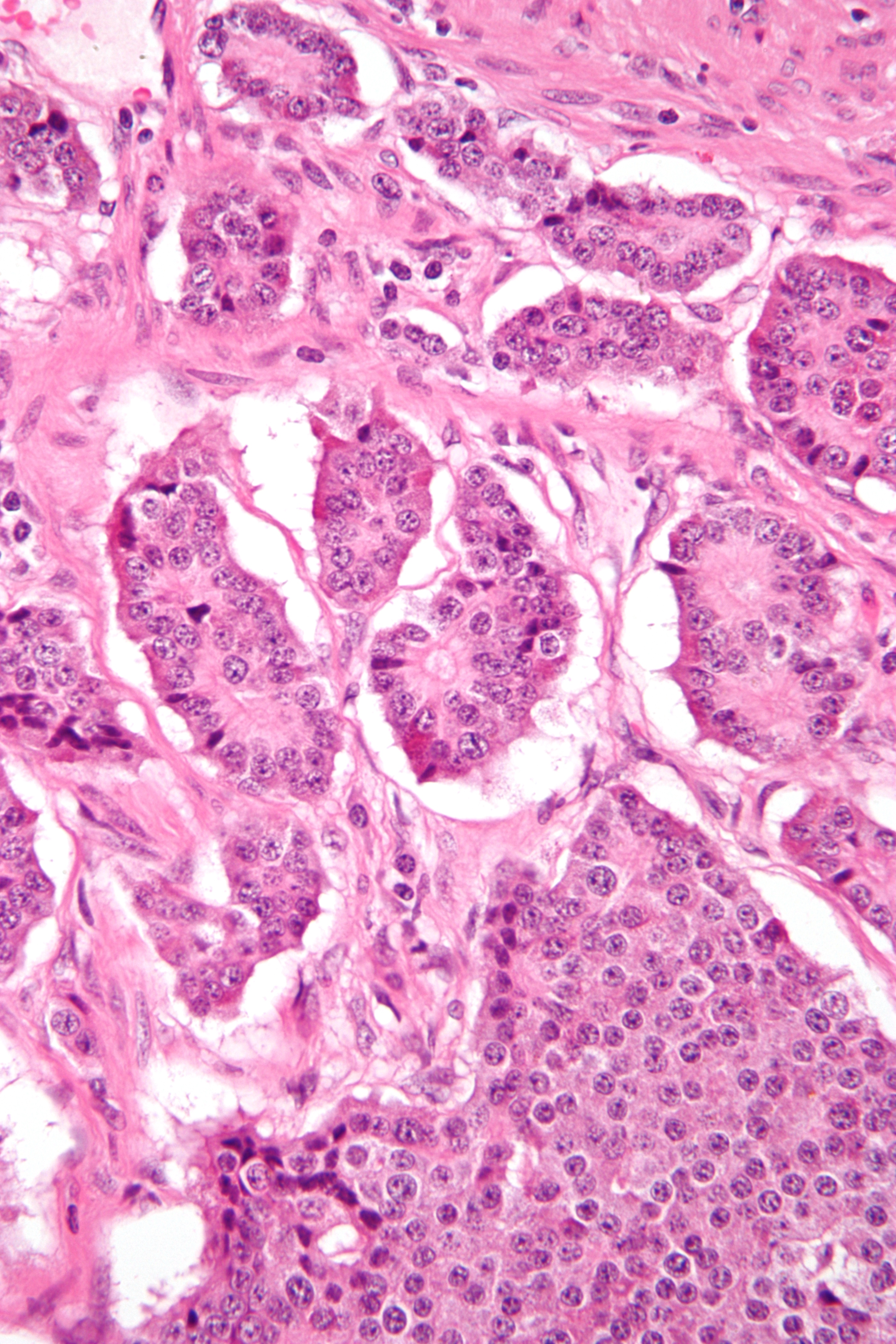
Foto van een neuro-endocriene tumor

Neuro-endrocriene tumoren (NET) zijn een betrekkelijk zeldzame vorm van kanker. Deze kanker ontwikkelt zich uit cellen die in staat zijn verscheidene hormonen aan te maken en af te scheiden.
Deze tumoren ontstaan in het neuro-endocriene systeem in de neuro-endocriene cellen. Deze cellen komen voor in allerlei weefsels op vele plaatsen in het lichaam. Bij NET groeien deze cellen ongeremd, waardoor een overmaat aan hormonen en hormoonachtige stoffen kan ontstaan. Via het bloed geven hormonen signalen af, die de werking van bepaalde organen beïnvloeden. Door de overproductie kunnen allerlei klachten optreden, zoals diarree, 'opvliegers', misselijkheid en benauwdheid.

## Soorten
Er kunnen veel soorten neuro-endocriene tumoren voorkomen op verschillende plaatsen van het lichaam, maar de meeste doen zich voor in het maag-darmkanaal, de pancreas en de longen. Carcinoïden, bijvoorbeeld, zijn een soort neuro-endocriene tumoren die vaak ontstaan in het maag-darmkanaal of de longen. Een andere soort, de neuro-endocriene pancreastumoren, soms tumoren van de eilandjes van Langerhans genoemd, zijn een weinig voorkomende vorm van neuro-endocriene tumoren. Deze pancreastumoren kunnen moeilijk behandelbaar zijn wanneer ze pas in een gevorderd stadium worden ontdekt.
- NET in de dunne darm (carcinoïd)
- NET in de dikke darm en endeldarm
- NET in de blindedarm
- NET in de maag
- NET in de alvleesklier
- NET in de longen
- NET in de lever

## Voorkomen
Neuro-endocriene tumoren zijn een betrekkelijk zeldzame vorm van kanker, waarmee jaarlijks slechts ongeveer vijf op 100.000 personen te kampen krijgen. De incidentie van neuro-endocriene tumoren neemt niettemin in aanzienlijke mate toe en is de dertig jaar voorafgaand aan 2014 meer dan verviervoudigd. Personen met een familiale voorgeschiedenis van kanker, vrouwen en diabetespatiënten hebben een verhoogde kans om een neuro-endocriene tumor te ontwikkelen.

## Symptomen
De symptomen gepaard gaande met neuro-endocriene tumoren omvatten (maar zijn niet beperkt tot):
- blozen (opvliegers, 'flushes')
- diarree
- periodieke buikpijn
- piepende ademhaling
- hoest
- bloederig sputum
- maag-darmbloedingen.
- rugpijn

Sommige neuro-endocriene tumoren veroorzaken geen enkel symptoom. Ze komen dan soms pas aan het licht wanneer ze zo groot geworden zijn, dat ze tegen andere organen aandrukken en daardoor pijnklachten geven.

## Diagnose
Aangezien de symptomen van dit soort kanker in de vroegtijdige stadia vaak onbestaande zijn of verward worden met symptomen van andere ziekten, worden neuro-endocriene tumoren vaak pas in een gevorderd stadium ontdekt. Zo bevindt naar schatting ongeveer 60% van de patiënten met een neuro-endocriene pancreastumor zich al in een gevorderd ziektestadium op het ogenblik van de diagnose.
Er bestaat geen gangbare opsporingstest voor neuro-endocriene tumoren. Beeldvormende technieken, zoals computertomografie (CT-scan), magnetische kernspinresonantie (NMR), echo-endoscopie en scintigrafie van somatostatinereceptoren (een soort onderzoek waarbij wordt gebruikgemaakt van radionucliden), zijn weliswaar vaak gebruikte hulpmiddelen om neuro-endocriene tumoren te diagnosticeren. Bloed- en urineonderzoek om biologische merkstoffen, zoals chromogranine A (CgA) of 5-hydroxy-indolazijnzuur (5-HIAA), een bijproduct van serotonine, te beoordelen, wordt ook gebruikt bij de diagnose van neuro-endocriene tumoren.
Bij sommige patiënten met een neuro-endocriene tumor kan deze jarenlang verborgen blijven indien er geen duidelijke of specifieke symptomen zijn. In geval van neuro-endocriene tumoren bedraagt de tijdsspanne tot de diagnose naar schatting vijf tot zeven jaar. Zelfs bij patiënten mét symptomen kan een foute diagnose worden gesteld aangezien de vastgestelde symptomen kunnen lijken op die van andere ziekten (bijvoorbeeld prikkelbaredarmsyndroom, zweren, colitis, ziekte van Crohn).

## Behandeling
De behandeling van neuro-endocriene tumoren hangt af van de grootte en de plaats van de kanker, van het feit of de kanker al dan niet uitgezaaid is naar andere lichaamsdelen en van de algemene gezondheidstoestand van de patiënt. De huidige therapeutische mogelijkheden omvatten heelkunde, radiotherapie, chemotherapie en behandeling met geneesmiddelen.
In Nederland zijn er vier gespecialiseerde kenniscentra voor NET. Vanwege de zeldzaamheid van NET is een behandeling in een kenniscentrum zeer aan te raden en bevorderlijk voor de kwaliteit van leven voor NET-patiënten.

## Patiëntenorganisaties
De Belgische vzw NET & MEN Kanker wil patiënten en verwanten ondersteunen die te maken krijgen met Neuro Endocriene Tumoren (NET) en Multipele Endocriene Neoplasie (MEN). De vzw NET & MEN Kanker wil praktische en psychosociale steun bieden door middel van:
- contacten tussen patiënten, familie en naasten bewerkstelligen
- organiseren van informatie- en ontmoetingsdagen
- het geven van informatie over de ziekte en hoe ermee omgaan.

Ook staat ze voor:
- meer zichtbaarheid van NET & MEN
- kennisverspreiding over NET & MEN om tijdig een juiste diagnose mogelijk te maken.

In Nederland is de Stichting NET-groep actief voor mensen met een neuro-endocriene tumor (NET) en richt zich op informatievoorziening over NET, kennisverspreiding en brengt patiënten met elkaar in contact. Ook beijvert zij zich voor meer onderzoek naar NET.